# Speicher Durlaßboden
Speicher Durlaßboden är en reservoar i Österrike. Den ligger i den centrala delen av landet, 300 km väster om huvudstaden Wien. Speicher Durlaßboden ligger 1 483 meter över havet.
Trakten runt Speicher Durlaßboden består i huvudsak av gräsmarker. Runt Speicher Durlaßboden är det ganska glesbefolkat, med 34 invånare per kvadratkilometer.